# Тренк, Марин
Ма́рин Тренк (нем. Marin Trenk; род. 15 сентября 1953, Црвенка) — немецкий этнолог. Получил популярность благодаря публикациям об адаптации зарубежных блюд в немецкой кухне.

## Биография
В 1975—1981 годах Марин Тренк изучал этнологию, социологию и религиоведение в Свободном университете Берлина. Во время учёбы принимал участие в полевых исследованиях в Нигерии и Кении. В 1981—1986 годах изучал экономику и организацию производства в том же университете. С 2006 года возглавляет преподаёт кулинарную этнологию на кафедре этнологии во Франкфуртском университете. Также специализируется на тайской гастрономической культуре, в течение 15 месяцев проводил полевые исследования в регионе Исан.

## Публикации
- Die Milch des weißen Mannes. Die Indianer Nordamerikas und der Alkohol. 2000, ISBN 978-3496024927.
- Überlebensstrategien eines kleinbäuerlichen Dorfes der Bariba am Rande der Sahelzone im Norden Benins. mit Dieter Weiss, 2002.
- Weiße Indianer. Grenzgänger zwischen den Kulturen in Nordamerika. Persimplex-Verlagsgruppe 2009, ISBN 3940528749.
- Döner Hawaii. Unser globalisiertes Essen. Klett-Cotta 2015, ISBN 978-3608948899.